# Tina Lingsch
Tina Constanze Lingsch Rosenfeld (Santiago, Chile; 23 de diciembre de 2001) es una futbolista chilena. Juega de portera en el Borussia Mönchengladbach femenino de Alemania.

## Carrera
Fue formada en las divisiones inferiores de Universidad Católica. A principios de 2019 y con 17 años, llega a para ser la arquera titular del primer equipo.

## Selección chilena
Tina ha sido seleccionada nacional de su país, tanto de la selección sub-17 como también de la adulta. Su última convocatoria fue el 21 de agosto de 2019.

## Clubes
| Club                     | País     | Año               |
| ------------------------ | -------- | ----------------- |
| Universidad Católica     | Chile    | 2017 - 2018       |
| Universidad de Chile     | Chile    | 2019 - 2020       |
| Vfl Bochum 1848          | Alemania | 2020 - 2021       |
| Borussia Monchengladbach | Alemania | 2021 - actualidad |